# Grand Hôtel du Boulevard
Le Grand Hôtel du Boulevard est un édifice hôtelier situé à Bucarest, en Roumanie, à l'intersection de l'avenue de la Victoire et du boulevard Elisabeta. Il est classé au titre des monuments historiques de Roumanie.

## Histoire
En 1865, l'homme d'affaires Jacques Herdan achète le terrain et commence la construction d'un hôtel selon les plans de l'architecte Alexandru Orăscu. L'hôtel, initialement nommé Hôtel Herdan, est inauguré en 1871 mais selon d'autres sources, l'hôtel n'a réellement été ouvert qu'en 1873. Depuis 1877, l'hôtel s'appelle Grand Hôtel du Boulevard. Il est le premier hôtel de Bucarest à disposer de l'eau courante dans toutes les chambres. Au rez-de-chaussée, il abritait la filiale roumaine des Galeries Lafayette, le restaurant français Grand et la librairie Alcalay.
En 1934, quatre officiers d'extrême-droite de l'armée roumaine louent la chambre n° 44 de l'hôtel. Opposés au carlisme, ils projettent de commettre un attentat contre le roi Carol II en lançant une grenade sur le cortège royal qui doit passer aux pieds de l'hôtel lors de la procession de Pâques. La tentative échoue et les quatre conjurés sont arrêtés, jugés, condamnés pour haute trahison et exécutés.
Pendant la Seconde Guerre mondiale, entre 1941 et 1944, l'hôtel est réquisitionné, comme le cercle militaire situé vis-à-vis, par le commandement de la Wehrmacht en Roumanie ; le général Johannes Frießner occupe la suite princière,. En septembre 1944, c'est l'Armée rouge soviétique qui investit les deux bâtiments et c'est le maréchal Rodion Malinovski qui prend la suite de Frießner.
En 1948, l'hôtel est nationalisé (sans indemnisation pour les propriétaires français) par le régime communiste de Roumanie. Il abritera des bureaux ministériels jusqu'en 1974.
Le bâtiment redevient un hôtel de 1977 jusqu'au milieu des années 2000. Sa réouverture est annoncée pour 2025 après rénovation.